# Nigeriaanse parlementsverkiezingen 1999
De Nigeriaanse parlementsverkiezingen van 1999 vonden op 20 februari plaats. De verkiezingen werden gewonnen door de Peoples Democratic Party (PDP), waarna de partij de macht wist te behouden tot de verkiezingen van 2015. Alle tussenliggende verkiezingen werden gewonnen door de PDP, mede vanwege de zwakke oppositie, maar ook vanwege frauduleuze praktijken en intimidaties rond de verschillende verkiezingen.

## Huis van Afgevaardigden
| Partij    | Partij                    | Zetels | % |
| --------- | ------------------------- | ------ | - |
|           | People's Democratic Party | 206    |   |
|           | All People's Party        | 74     |   |
|           | Alliance for Democracy    | 68     |   |
|           | Vacant                    | 12     |   |
| Totaal    | Totaal                    | 360    |   |
| Bron: AED |                           |        |   |

## Senaat
| Partij    | Partij                    | Zetels | % |
| --------- | ------------------------- | ------ | - |
|           | People's Democratic Party | 59     |   |
|           | All People's Party        | 29     |   |
|           | Alliance for Democracy    | 20     |   |
|           | Vacant                    | 0      |   |
| Totaal    | Totaal                    | 109    |   |
| Bron: AED |                           |        |   |